# Tuc de Parros
El Tuc de Parros és una muntanya de 2.731 metres que es troba al municipi de Naut Aran, a la comarca de la Vall d'Aran.
Aquest cim està inclòs al llistat dels 100 cims de la FEEC